# Louis Galea
Louis Galea (ur. 2 stycznia 1948 w Mqabbie) – maltański polityk, działacz studencki i wykładowca akademicki. Wieloletni minister i parlamentarzysta, przewodniczący maltańskiego parlamentu, przedstawiciel Malty w Trybunale Obrachunkowym.

## Życiorys
Ukończył szkołę średnią De La Salle College w Bormli. Uzyskał następnie licencjat w zakresie historii, filologii angielskiej i ekonomii, a także stopień doktora prawa na Uniwersytecie Maltańskim. Był aktywnym działaczem studenckim, przewodniczącym akademickiej organizacji katolickiej i studenckiej rady przedstawicielskiej. Zawodowo zajął się pracą akademicką jako wykładowca na macierzystej uczelni.
W 1969 został członkiem centroprawicowej Partii Narodowej. W latach 1977–1987 był sekretarzem generalnym tego ugrupowania. W 1976 po raz pierwszy został wybrany do Izby Reprezentantów, reelekcję uzyskując w 1981, 1987, 1992, 1996, 1998 i 2003. Wielokrotnie sprawował funkcje rządowe. Był ministrem ds. polityki społecznej (1987–1992), ministrem ds. mieszkalnictwa i rozwoju społecznego (1992–1995), ministrem ds. rozwoju społecznego i zdrowia (1995–1996), ministrem edukacji (1998–2003), ministrem edukacji i zatrudnienia (2003–2008). W 2008 utracił mandat poselski, został natomiast wybrany na stanowisko spikera maltańskiego parlamentu. 7 maja 2010 został maltańskim przedstawicielem w Trybunale Obrachunkowym, gdzie zastąpił Josefa Bonniciego. Zasiadał w tym gremium do września 2016.